# Luz de Soledad
Pour plus de détails, voir Fiche technique et Distribution.
Luz de Soledad est un film biographique espagnol sorti en 2016, réalisé par Pablo Moreno.

## Synopsis
À Madrid, sœur Inés, une infirmière de la congrégation des Servantes de Marie, ministres des malades, reçoit d'Olga la demande de s'occuper de son père âgé à son domicile : il est affecté d'un mauvais ulcère. De mauvais caractère, et s'affichant athée, le vieillard commence par refuser les services de la religieuse, mais celle-ci parvient à gagner sa sympathie, en lui lisant chaque jour un chapitre de l'histoire de sa congrégation, fondée en 1851 par Manuela Acosta, en religion sœur Soledad.

## Fiche technique
- Titre original espagnol : Luz de Soledad
- Réalisation : Pablo Moreno
- Scénario : Pablo Moreno, Pedro Delgado C.
- Genre : film biographique
- Musique : Oscar Martín Leanizbarrutia
- Production : Andrés Garrigó pour Goya Producciones
- Photographie : Rubén D. Ortega
- Montage : María Esparcia
- Durée : 107 minutes
- Pays de production :  Espagne
- Dates de sortie : 
  - Espagne : 21 octobre 2016[1],[2]

## Distribution
Sauf indication contraire, les informations mentionnées dans cette section peuvent être confirmées par la base de données cinématographiques IMDb,  présente dans la section « Liens externes ».
- Laura Contreras : Manuela / sœur Soledad
- Carlos Cañas : père Miguel
- Elena Furiase : Josefa / sœur Magdalena
- Lolita Flores : Antonia Acosta
- Juan Alberto López : cardinal primat
- Carmen Bécares : Isabelle II
- Susana Sucena : sœur Inés
- Ainhoa Aldanondo : Carmen
- Eva Higueras : Olga
- Julio Lázaro : Arturo
- Gladys Balaguer : Mère Providencia
- Raúl Escudero : Jacinto
- Lucía Barrado : femme malade
- Inés Acebes : sœur Candelaria
- Cristina González del Valle : sœur Piedad

## Diffusion
Le film est diffusé en Italie à la télévision sur TV2000 (it), la chaîne de la Conférence épiscopale italienne le 23 juin 2018.

## Récompenses
- Prix du meilleur réalisateur pour Pablo Moreno au festival Mirabile Dictu de 2017[4],[5].